# Expressionssystem
Als Expressionssystem bezeichnet man jedes biologische System das in der Lage ist, gezielt und kontrolliert Proteinbiosynthese zu betreiben, das heißt bestimmte Proteine nach der Vorlage einer Nukleinsäure herzustellen, also zu exprimieren. Alle lebenden Zellen stellen also Expressionssysteme dar. Man unterscheidet prokaryotische und eukaryotische Expressionssysteme.

## Bedeutung von Expressionssystemen
Expressionssysteme besitzen eine große Bedeutung in der Biotechnologie, wo sie oft in Verbindung mit Gentechnologie zur Gewinnung großer Mengen von Rekombinanten Proteinen (z. B. Insulin) eingesetzt werden. Dabei werden die Gene, die als Baupläne für die gewünschten Proteine dienen, in ein geeignetes Expressionssystem eingefügt. Das so „umprogrammierte“ Expressionssystem kann dann vermehrt und das Protein entweder aus dem Nährmedium oder nach Zerstörung der Zellen aus dem Zellplasma isoliert werden.
Bei diesen Verfahren ist die Wahl des jeweils geeigneten Expressionssystems entscheidend, da nicht jedes Protein von jedem Organismus produziert werden kann.
Als Expressionssysteme für einfache Proteine eignen sich beispielsweise Bakterien wie Escherichia coli, die als Bestandteil der normalen Darmflora des Menschen vorkommen. Dies bietet den Vorteil, dass es seltener zu allergischen Reaktionen auf Verunreinigungen im Produkt kommt, wenn das Protein medizinisch angewendet wird. Bakterien sind zudem sehr leicht kultivierbar. Sie sind aber nicht für alle Proteine geeignet, da sie zum einen nicht in der Lage sind, Proteine posttranslational zu modifizieren, das heißt, sie können anders als menschliche Zellen nicht die Veränderungen am fertigen Protein vornehmen, die für die Funktion des Proteins wichtig sind, zum anderen können sie viele Proteine nicht aus der Zelle ausschleusen, wodurch sich diese im Bakterium ansammeln, verklumpen und damit unbrauchbar werden. Zudem sind von Bakterien gebildete menschliche Proteine meist nicht korrekt gefaltet und müssen nachfolgend naturiert werden.
Hefen besitzen den Vorteil, dass sie einige dieser Modifikationen durchführen und zusätzlich die mRNA des Gens prozessieren können, wozu Bakterien nicht fähig sind. Dies vereinfacht die Umprogrammierung des Expressionssystems, da das Gen vorher nicht verändert werden muss. Zusätzlich können durch alternatives Spleißen verschiedene erwünschte Proteine aus einem Gen gewonnen werden. Hefezellen können, im Gegensatz zu Bakterien, Proteine zwar auch glycosylieren, dabei entsteht aber ein anderes Glycosylierungsmuster als in Säugetierzellen, was bei einigen Proteinen großen Einfluss auf deren Funktion hat.
Für Proteine, die möglichst alle Modifikationen besitzen müssen, um ihre Funktion erfüllen zu können, sind als Expressionssysteme solche am besten geeignet, die dem System, aus dem das Gen ursprünglich stammt, am ähnlichsten sind. Im Fall von menschlichen Proteinen also Säugetierzellen. Hier werden häufig CHO-Zellen (engl. chinese hamster ovary) aus den Ovarien chinesischer Hamster eingesetzt.
Jedes Expressionssystem hat Vor- und Nachteile. Im Allgemeinen gilt, dass je näher das Expressionssystem an das originale menschliche Protein herankommt, das System anspruchsvoller und aufwändiger zu kultivieren ist.

## Wichtige biotechnologische Expressionssysteme
Prokaryotisch
- Escherichia coli allgemein für rekombinante Proteine
- Bacillus subtilis hauptsächlich für Proteasen

Eukaryotisch
- Hefe (Saccharomyces cerevisiae, Pichia pastoris)[6]
- Pilze (Aspergillus niger)
- Säugetierzellen (CHO, Myelomzellen)
- Insektenzellen (Sf-9, Sf-21) mit Baculovirus-Expressionssystem.[2][7]
- transgene Tiere (z. B. Expression der Milch mit speziellem Casein-Promotor, Mäuse)[8]
- transgene Pflanzen (z. B. Mais, Tabak)[2]
- Frosch-Oocyten zur elektrophysiologischen Untersuchung von Membranproteinen[9] (vor allem Xenopus laevis)